# Fondul construit de pe str. Alexandru Vlăhuță (Chișinău)
Fondul construit de pe str. Alexandru Vlăhuță este un complex de clădiri amplasat pe str. Alexandru Vlăhuță – 3, 5, 6, 7, 8, 10, 12, 13, 14, 22, 24, 26, 28 în Chișinău, Republica Moldova. Este un monument arhitectural și de artă de importanță națională inclus în Registrul monumentelor Republicii Moldova ocrotite de stat cu nr. 283.13 (municipiul Chișinău).

## Imagini

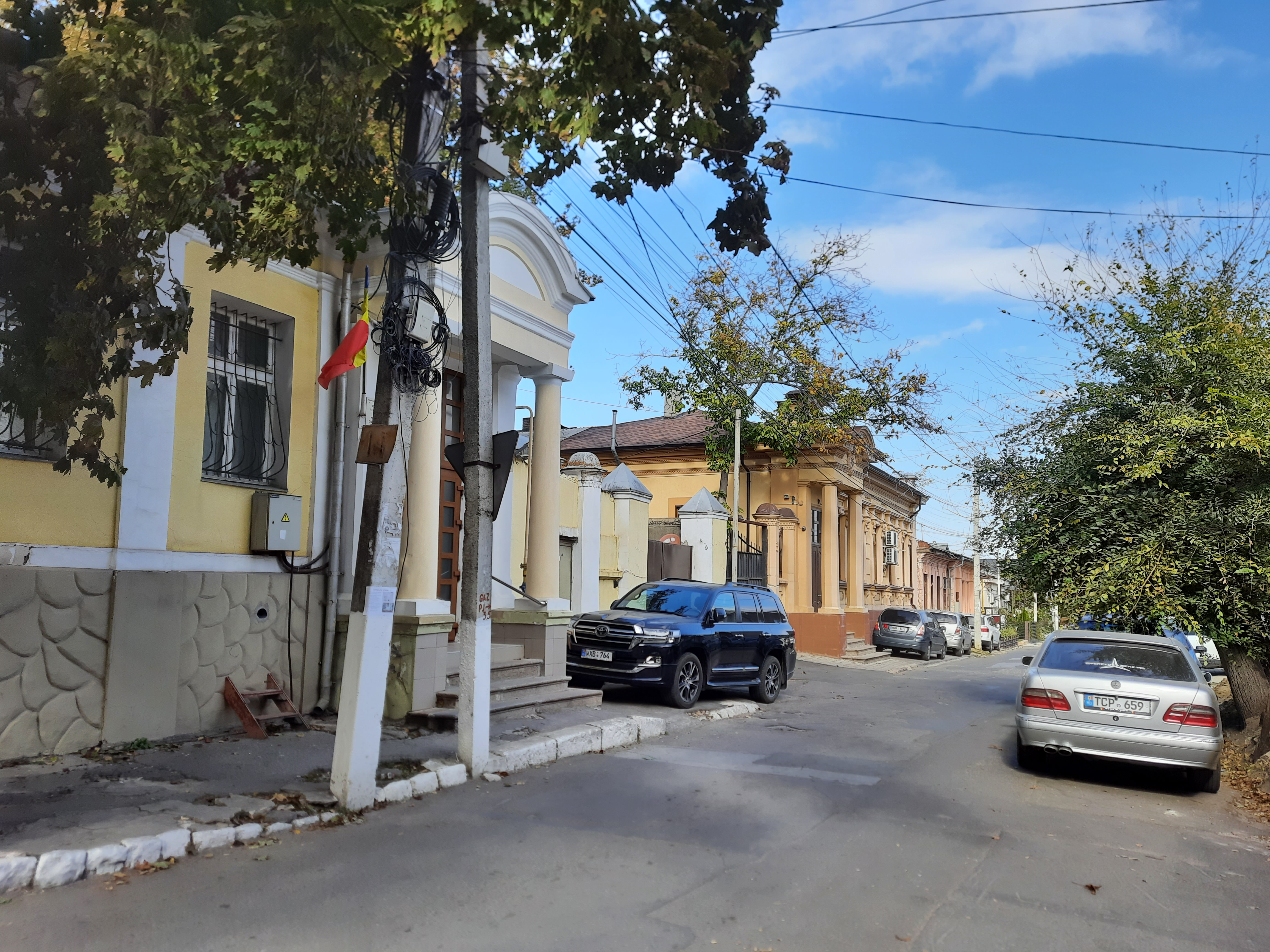
nr. 3[2] (stânga) și nr. 5[3] (dreapta)
nr. 6 (?)
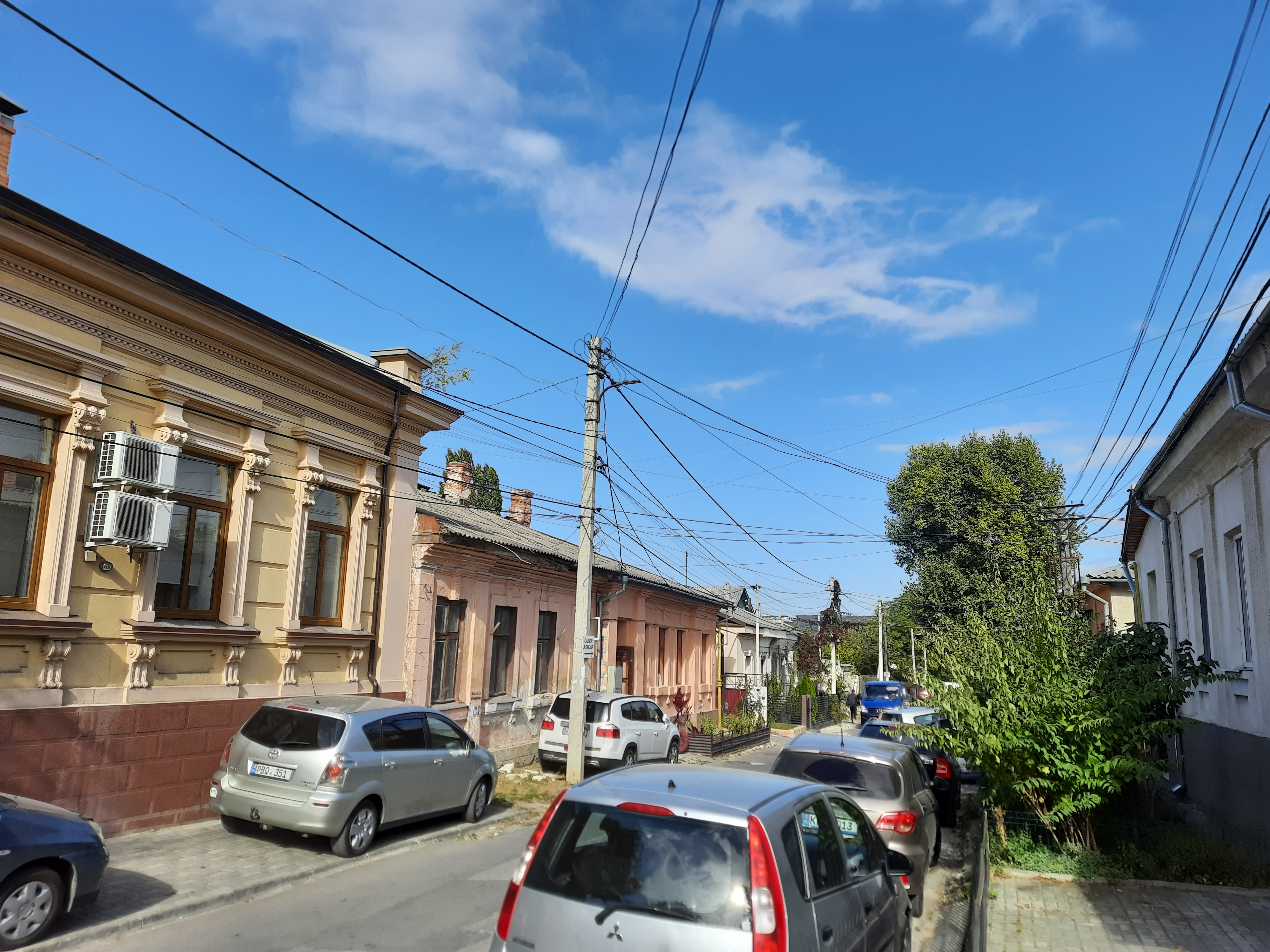
nr. 7 (în mijloc)
nr. 8 (?)
nr. 10 (?)
nr. 12 (?)
nr. 13 (?)
nr. 14 (?)
nr. 22 (?)
nr. 24 (?)
nr. 26 (?)
nr. 28 (?)